# Georg Küntzel
Georg Küntzel (* 20. November 1870 in Schroda, Provinz Posen; † 7. Mai 1945 in Frankfurt am Main) war ein deutscher Historiker.
Georg Küntzel wurde 1870 als Sohn des Juristen Oscar Küntzel, nachmaliger Wirklicher Geheimer Rat und Unterstaatssekretär im preußischen Justizministerium, in der Provinz Posen geboren. Er studierte an den Universitäten in Tübingen und Berlin und wurde 1894 in Berlin zum Dr. phil. promoviert. Er war ein Schüler von Albert Naudé. 1899 habilitierte er sich mit einer von Friedrich von Bezold begleiteten Arbeit an der Friedrich-Wilhelms-Universität Bonn und wurde damit dort Privatdozent.
1906 wurde er als ordentlicher Professor an die Akademie für Sozial- und Handelswissenschaften in Frankfurt am Main berufen. 1914 wechselte er als ordentlicher Professor für Neuere Geschichte an die neu gegründete Universität Frankfurt am Main (später dann ordentlicher Professor für Mittlere und Neuere Geschichte). Außerdem war er Lehrbeauftragter für Neuere Staatenkunde und Politik an der Technischen Hochschule Darmstadt. Von 1929 bis 1930 war er Rektor der Frankfurter Universität. 1934 wurde er emeritiert. Zu seinen akademischen Schülern gehörten unter anderem Jacob Katz und Stephan Skalweit.
Küntzel war von 1922 bis 1924 Vorsitzender des Deutschen Historikerverbandes und Mitglied der Frankfurter Historischen Kommission.
Er war mit einer Tochter des Anglisten Moritz Trautmann verheiratet.

## Schriften (Auswahl)
- (Hrsg. mit Gustav Berthold Volz): Preußische und österreichische Akten zur Vorgeschichte des siebenjährigen Krieges (= Publikationen aus den königlich preußischen Staatsarchiven. Band 74). Hirzel, Leipzig 1899.
- Bismarck und Bayern in der Zeit der Reichsgründung (= Frankfurter Historische Forschungen. Heft 2). J. Baer & Co., Frankfurt am Main 1910.
- (Hrsg.): Die politischen Testamente der Hohenzollern nebst ergänzenden Aktenstücken (= Quellensammlung zur deutschen Geschichte). 2 Bände, Teubner, Leipzig u. a. 1911.
- Die drei großen Hohenzollern und der Aufstieg Preußens im 17. und 18. Jahrhundert. Deutsche Verlags-Anstalt, Stuttgart u. a. 1922.
- Fürst Kantz-Rittberg als Staatsmann. M. Diesterweg, Frankfurt am Main 1923.